# Władysław Szczygieł
Władysław Szczygieł (ur. 31 stycznia 1902 w Rzeszowie, zm. 23 listopada 1960 w Krakowie) – doktor filozofii, pedagog, instruktor harcerski.

## Życie rodzinne
Urodził się w Rzeszowie, w rodzinie Franciszka (1867–1917), kolejarza i Marcjanny z Płodzieniów (1870–1966). W 1927 r. zawarł ślub z Władysławą z Knotów (1902–1981), nauczycielką i harcmistrzynią. Miał syna Krzysztofa (1929–2010), docenta nauk medycznych-chirurga, który następnie został księdzem - profesorem Papieskiej Akademii Teologicznej, oraz dwie córki: Danutę (1934–1979), mgr chemii i Marzennę Grzywa (ur. 1945), lekarkę.
13 listopada 1960 r. na skrzyżowaniu ulic Dietla i Starowiślnej w Krakowie został potrącony przez pijanego kierowcę. Zmarł 23 listopada 1960 r. w szpitalu w Krakowie. Spoczywa, razem z żoną, na Cmentarzu Salwatorskim (sektor SC8-8-24).

## Instruktor harcerski
Do harcerstwa wstąpił w 1918 r. Był drużynowym I Rzeszowskiej Drużyny Harcerzy im. J. Piłsudskiego oraz komendantem hufca rzeszowskiego. W 1922 r. został mianowany zastępcą komendanta Chorągwi Krakowskiej. W 1926 r. został drużynowym I Zakopiańskiej Drużyny Harcerskiej im. ks. J. Poniatowskiego. W grudniu 1927 r. po zmianie struktury stopni instruktorskich został harcmistrzem. 9 stycznia 1930 r. został mianowany komendantem Chorągwi Krakowskiej ZHP. Pełnił tę funkcję do 30 kwietnia 1935 r. Prowadził kursy instruktorskie, w tym obozy dla nauczycieli. W 1932 r. komendant grupy delegacji na Jamboree w Gödöllő na Węgrzech. W 1935 r. został kierownikiem Wydziału Harcerstwa Starszego GKH-y. Był członkiem Naczelnej Rady Harcerskiej. W październiku 1933 r. założył pismo „W kręgu wodzów” – organ Głównej Kwatery Harcerzy. Publikował w nim pod pseudonimem „Ryś – Ojciec”. Działał w Szarych Szeregach. Po wojnie był członkiem komendy Krakowskiej Chorągwi Harcerzy gdzie zajmował się prasą i szkoleniem instruktorów. Był członkiem Komisji Redakcyjnej Prawa i Przyrzeczenia Naczelnictwa ZHP. Od 15 lutego 1946 r. był członkiem Tymczasowej Naczelnej Rady Harcerskiej. Włączył się w pracę harcerską po 1956 r. Był jednym z inicjatorów reaktywowania harcerstwa Krakowie. Został wybrany w skład Naczelnej Rady Harcerskiej.

## Pedagog
W 1920 r. zdał maturę. W latach 1920–1924 studiował polonistykę i slawistykę na Uniwersytecie Jagiellońskim, uczęszczał także do Studium Pedagogicznego Wychowania Fizycznego. W latach 1923–1939 był nauczycielem w IV Gimnazjum im. H. Sienkiewicza w Krakowie, przez 1 rok w Zakopanem i 2 lata w Mielcu, przez 10 lat w VI Liceum im. T. Kościuszki i Liceum Pedagogicznym w Krakowie. W 1926 r. obronił doktorat z filozofii. W roku 1931 otrzymał tytuł profesora gimnazjalnego. W czasie wojny uczył w tajnym nauczaniu. Po wojnie rozpoczął pracę w I Gimnazjum im. Nowodworskiego w Krakowie, w marcu 1945 r. objął dyrekcję Liceum Pedagogicznego w Krakowie. W roku 1953, z przyczyn politycznych, zwolniony z tego stanowiska w „okresie błędów i wypaczeń”. Po przerwie podjął pracę w Wojewódzkim Ośrodku Doskonalenia Kadr Nauczycielskich. W 1957 r. został zastępcą profesora (w 1957 r. otrzymał tytuł profesora) na Wydziale Filologiczno-Historycznym przy Katedrze Literatury Wyższej Szkoły Pedagogicznej w Krakowie. Uczył też w Studium Nauczycielskim. Był członkiem Komitetu Nauk Pedagogicznych PAN.

## Książki
- Harcerskie obozy nauczycielskie (cel, organizacja, program) – nakładem Krakowskiej Komendy Chorągwi Harcerzy 1931.
- Jak prowadzić zastęp harcerzy – 1946.
- Jak prowadzić drużynę harcerską – 1946.

## Ordery i odznaczenia
- Srebrny Krzyż Zasługi (10 listopada 1933)[2]
- Medal Zwycięstwa i Wolności 1945
- Odznaka harcerska „Za Zasługę”

## Upamiętnienie

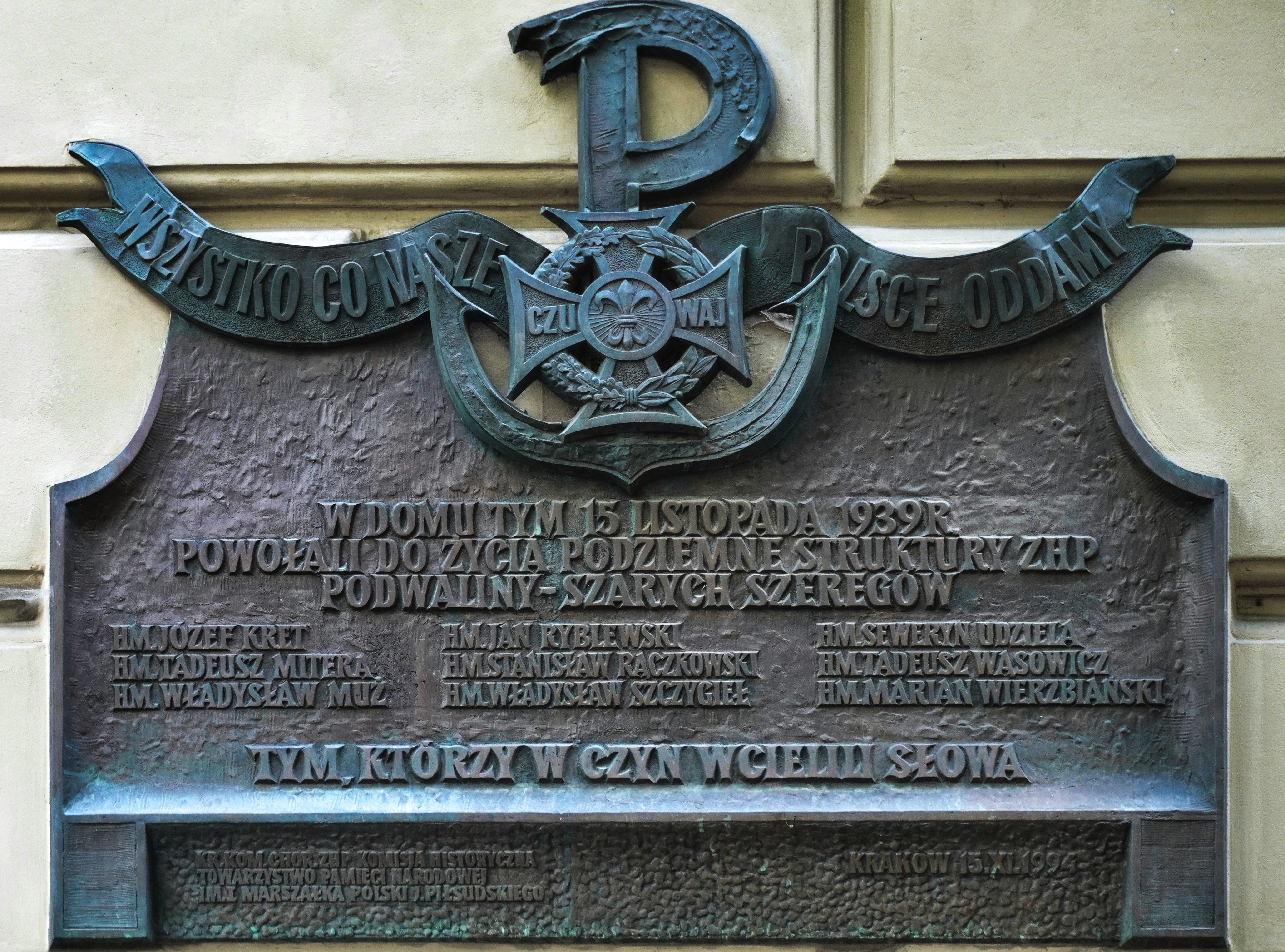
Tablica pamiątkowa przy ul. Szlak 21 w Krakowie

W 1961 Rada Opiekuńcza Ośrodka „Grażyna” w Przesiece ufundowała tablicę pamiątkową poświęconą Władysławowi Szczygłowi. Tablica zdemontowana podczas remontu w latach 80. została odnaleziona w 2013 i ponownie odsłonięta 21 września 2014.